# Coupe de la CEMAC 2006
Navigation
Édition précédente Édition suivante
La Coupe de la CEMAC 2006 est la dixième édition de cette compétition d'Afrique centrale. Organisée en Guinée équatoriale, elle est remportée par la Guinée équatoriale.

## Phase de groupes
Les deux premiers de chaque groupe se qualifient pour la phase finale.

### Groupe A
Les matchs du groupe A se déroulent à Bata du 4 au 9 mars 2006.
| Rang | Équipe              | Pts | J | G | N | P | Bp | Bc | Diff |  | Résultats (▼ dom., ► ext.) |  |     |     |
| ---- | ------------------- | --- | - | - | - | - | -- | -- | ---- |  | -------------------------- |  | --- | --- |
| 1    | Guinée équatoriale  | 4   | 2 | 1 | 1 | 0 | 3  | 2  | +1   |  | Guinée équatoriale         |  | 1-1 | 2-1 |
| 2    | Tchad               | 2   | 2 | 0 | 2 | 0 | 1  | 1  | 0    |  | Tchad                      |  |     | 0-0 |
| 3    | République du Congo | 1   | 2 | 0 | 1 | 1 | 1  | 2  | -1   |  | République du Congo        |  |     |     |

### Groupe B
Tous les matchs du groupe B se déroulent à Malabo du 4 au 9 mars 2006.
| Rang | Équipe                    | Pts | J | G | N | P | Bp | Bc | Diff |  | Résultats (▼ dom., ► ext.) |  |     |     |
| ---- | ------------------------- | --- | - | - | - | - | -- | -- | ---- |  | -------------------------- |  | --- | --- |
| 1    | Cameroun                  | 4   | 2 | 1 | 1 | 0 | 2  | 0  | +2   |  | Cameroun                   |  | 0-0 | 2-0 |
| 2    | Gabon                     | 2   | 2 | 0 | 2 | 0 | 2  | 2  | 0    |  | Gabon                      |  |     | 2-2 |
| 3    | République centrafricaine | 1   | 2 | 0 | 1 | 1 | 2  | 4  | -2   |  | République centrafricaine  |  |     |     |

## Phase finale
Le cas échéant, le score de la séance de tirs au but est indiqué entre parenthèses.
|  | Demi-finales        | Demi-finales        |                        |       | Finale              | Finale              |
|  | Demi-finales        | Demi-finales        |                        |       | Finale              | Finale              |
|  |                     |                     |                        |       |                     |                     |
|  | 11 mars 2006 à Bata | 11 mars 2006 à Bata |                        |       | 14 mars 2006 à Bata | 14 mars 2006 à Bata |
|  | 11 mars 2006 à Bata | 11 mars 2006 à Bata |                        |       | 14 mars 2006 à Bata | 14 mars 2006 à Bata |
|  | Guinée équatoriale  | 0 (4)               |                        |       | 14 mars 2006 à Bata | 14 mars 2006 à Bata |
|  | Guinée équatoriale  | 0 (4)               |                        |       | 14 mars 2006 à Bata | 14 mars 2006 à Bata |
|  | Gabon               | 0 (2)               |                        |       | 14 mars 2006 à Bata | 14 mars 2006 à Bata |
|  | Gabon               | 0 (2)               | Guinée équatoriale     | 1 (4) |                     |                     |
|  | 11 mars 2006 à Bata |                     | Guinée équatoriale     | 1 (4) |                     |                     |
|  |                     | Cameroun            | 1 (2)                  |       |                     |                     |
|  | Cameroun            | Cameroun            | 1 (2)                  | 1     |                     |                     |
|  | Cameroun            |                     |                        | 1     |                     |                     |
|  | Tchad               | 0                   |                        |       |                     |                     |
|  | Tchad               | 0                   | Match pour la 3e place |       |                     |                     |
|  |                     |                     |                        |       |                     |                     |
|  | 14 mars 2006 à Bata |                     |                        |       |                     |                     |
|  |                     |                     |                        |       |                     |                     |
|  | Tchad               | 2 (6)               |                        |       |                     |                     |
|  | Tchad               | 2 (6)               |                        |       |                     |                     |
|  | Gabon               | 2 (7)               |                        |       |                     |                     |
|  | Gabon               | 2 (7)               |                        |       |                     |                     |

| Vainqueur de la Coupe de la CEMAC 2006 : Guinée équatoriale Premier titre |